# Keigo Higashi
Keigo Higashi (født 20. juli 1990) er en japansk fodboldspiller. Han var en del af den japanske trup ved Sommer-OL 2012.